# Шандор Кочиш
Ша́ндор Пе́тер Ко́чиш (угор. Kocsis Sándor Péter; нар. 21 вересня 1929, Будапешт — пом. 22 липня 1979, Барселона) — угорський футболіст на прізвисько «Золотоголовий», нападник збірної Угорщини першої половини 1950-х років, так званої «Золотої команди». Найкращий бомбардир чемпіонату світу 1954 року (11 м'ячів).

## Футбольна юність
До футболу Шандор прийшов через батька, який свого часу грав на позиції центрального захисника. Його кар'єру перекреслило поранення у Першій світовій війні. Однак Кочиш-старший дістав можливість реалізувати свої амбіції через сина. Він спонукав малого Шандора до постійних занять, навчав його футбольним хитрощам.
Після ігор за юнацьку команду, Кочиш-молодший потрапив до іменитого «Ференцвароша». Йому було всього 16 років, коли вперше вийшов на поле у матчі нової команди проти «Кішпешта». Від того моменту Шандор став місцевим улюбленцем. Демонстрував прекрасну гру головою, вмів підстроїтись під кожну навісну передачу й, на відміну від багатьох інших гравців, Кочиш завжди завдавав удару прицільно. Через те про нього казали: «Найкраща у Європі голова після Черчілля».
Тому не випадково Шандор дістав виклик у збірну Угорщини. 6 червня 1948 року відбувся його дебют у грі з Румунією. Кочиш відзначився, а його збірна розбила суперників з рахунком 9:0.
Успіхи супроводжували футболіста і в «Ференцвароші», який виграв чемпіонство. Нападник, який міг грати на будь-якій позиції і в півзахисті, забив 33 голи у переможному чемпіонаті 1949 року. Взагалі ж його клуб встановив того року рекорд результативності: 30 матчів і 140 голів. Адже партнерами по атаці у Кочіша були відомі на той час футболісти Ласло Будаї, Ференц Деак, Йожеф Месарош та Золтан Цибор. За той успішний сезон гравці отримали від керівництва клубу великі гроші, а батьки Кочиша отримали у подарунок ресторан.

## Армійська «служба»
У 1950 році через тодішні прорадянські порядки в Угорщині, Шандора під приводом військової строкової служби примусово переводять до новоствореного армійського клубу «Гонвед». Під проводом лідера Ференца Пушкаша команда вже з початку існування у 1950 році почала вигравати чемпіонські титули. За наступні 5 років «Гонвед» поступався в чемпіонських перегонах тільки двічі. Сам Шандор тричі ставав найкращим голеадором угорської першості.
Через два роки після приходу до армійської команди, Кочиш взяв участь у Олімпійських іграх у Фінляндії і зі своєю збірною здобув перемогу. За неї Шандор, як гравець «Гонведа», отримав звання майора угорського війська.

## Чемпіонат світу
На змаганнях Шандор забивав у кожному матчі. Від його надрезультативної гри «постраждали» через три голи корейці, чотири голи в груповому етапі пропустила ФРН, а також по два бразильцям і уругвайцям. Взагалі він став першим і єдиним гравцем в історії всесвітніх футбольних змагань, який під час чемпіонату зробив два хет-трики. Загалом, за час кар'єри в національній збірній, нападник аж 7 разів забивав по три голи в одному матчі.
Під час чемпіонату світу Кочиш не забив тільки у фінальному матчі. Угорці тоді програли вирішальну гру збірній ФРН. Угорці поверталися додому розчарованими, щоправда Шандорові гіркоту від поразки вдалось компенсувати золотим бутсом, якого йому вручили за 11 забитих голів. До сьогодні за кількість голів на одному мундіалі Кочиш займає друге місце після француза Жюста Фонтена.

## Втеча і «Барселона»
Поразка Угорської революції застала Шандора на закордонних зборах «Гонведа». Разом з Пушкашем він втікає з табору команди і їде на Захід. Вдома через цей вчинок його сім'ю піддали репресіям. Самому футболістові через міжнародні інстанції комуністична влада Угорщини виборола півтора року дискваліфікації.
Проте нападнику таки вдалось знайти роботу за професією — у скромному швейцарському клубі «Янґ Феллоуз». У ньому він провів зовсім недовгий час, бо Шандором зацікавилась сама «Барселона». Після нетривалих переговорів і товариського матчу зі швейцарським клубом, Кочиш швидко переїхав до Каталонії.
У зірковій команді аргентинця Еленіо Еррери, угорський нападник виступав у компанії своїх товаришів-співвітчизників Ладіслао Кубали й Золтана Цибора, а також бразильця Еварісто й Луїса Суареса. З «Барсою» угорець двічі перемагав у чемпіонаті Іспанії й двічі вигравав кубок країни. А у сезоні 1960/1961 років з каталонською командою дійшов до фіналу Кубка європейських чемпіонів. Та в цьому матчі каталонці програли португальській «Бенфіці» з рахунком 1:2. Єдиним голом за «Барселону» відзначився Шандор Кочиш.

## Кінець кар'єри й самогубство
Останнім матчем у професійній кар'єрі для Шандора Кочиша стала товариська гра «Барселони» з німецьким «Гамбургом». Гордовиті каталонці проводжали його як уродженця своєї землі, що особливо важливо для духу цієї команди. Кочиш деякий час займався тренерською роботою в іспанських клубах «Еркулес» та «Аліканте». Хоча майже увесь його час займала сім'я — дружина, доньки Інес, Алісія та син Шандор.
На початку липня 1979 року потрапив до лікарні з болями в шлунку. Медики констатували злоякісну пухлину й стали готувати пацієнта до операції. У той час Шандор відчував неймовірно сильний біль і рятували його тільки знеболювальні ін'єкції. Та напередодні операції, 21 липня вискочив з вікна своєї палати, що на четвертому поверсі, й забився на смерть.

## Статистика виступів

### Статистика виступів за збірну
| Дата       | Місто         | Господарі         | Результат | Гості          | Турнір                   | Голи | Примітки      |
| ---------- | ------------- | ----------------- | --------- | -------------- | ------------------------ | ---- | ------------- |
| 06/06/1948 | Будапешт      | Угорщина          | 9 – 0     | Румунія        | Балканський кубок        | 2    |               |
| 02/05/1949 | Будапешт      | Угорщина          | 6 – 1     | Австрія        | Кубок Центральної Європи | 1    |               |
| 12/06/1949 | Будапешт      | Угорщина          | 1 – 1     | Італія         | Кубок Центральної Європи | -    |               |
| 16/10/1949 | Відень        | Австрія           | 3 – 4     | Угорщина       | товариський матч         | 1    |               |
| 30/10/1949 | Будапешт      | Угорщина          | 5 – 0     | Болгарія       | товариський матч         | -    |               |
| 20/11/1949 | Будапешт      | Угорщина          | 5 – 0     | Швеція         | товариський матч         | 3    |               |
| 30/04/1950 | Будапешт      | Угорщина          | 5 – 0     | Чехословаччина | товариський матч         | 2    |               |
| 15/05/1950 | Відень        | Австрія           | 5 – 3     | Угорщина       | товариський матч         | 1    |               |
| 04/06/1950 | Варшава       | Польща            | 2 – 5     | Угорщина       | товариський матч         | -    |               |
| 24/09/1950 | Будапешт      | Угорщина          | 12 – 0    | Албанія        | товариський матч         | 2    |               |
| 29/10/1950 | Будапешт      | Угорщина          | 4 – 3     | Австрія        | товариський матч         | -    |               |
| 12/11/1950 | Софія (місто) | Болгарія          | 1 – 1     | Угорщина       | товариський матч         | -    |               |
| 27/05/1951 | Будапешт      | Угорщина          | 6 – 0     | Польща         | товариський матч         | 2    |               |
| 14/10/1951 | Острава       | Чехословаччина    | 1 – 2     | Угорщина       | товариський матч         | 2    |               |
| 18/11/1951 | Будапешт      | Угорщина          | 8 – 0     | Фінляндія      | товариський матч         | 2    |               |
| 18/05/1952 | Будапешт      | Угорщина          | 5 – 0     | НДР            | товариський матч         | 1    |               |
| 24/05/1952 | Москва        | СРСР              | 1 – 1     | Угорщина       | товариський матч         | -    |               |
| 27/05/1952 | Москва        | СРСР              | 2 – 1     | Угорщина       | товариський матч         | -    |               |
| 15/06/1952 | Варшава       | Польща            | 1 – 5     | Угорщина       | товариський матч         | 2    |               |
| 22/06/1952 | Гельсінкі     | Фінляндія         | 1 – 6     | Угорщина       | товариський матч         | 3    |               |
| 15/07/1952 | Турку         | Угорщина          | 2 – 1     | Румунія        | ОІ 1952 - 1-й етап       | 1    |               |
| 21/07/1952 | Гельсінкі     | Угорщина          | 3 – 0     | Італія         | ОІ 1952 - 2-й етап       | 1    |               |
| 24/07/1952 | Гельсінкі     | Угорщина          | 7 – 1     | Туреччина      | ОІ 1952 - чвертьфінал    | 2    |               |
| 28/07/1952 | Гельсінкі     | Угорщина          | 6 – 0     | Швеція         | ОІ 1952 - півфінал       | 2    |               |
| 02/08/1952 | Гельсінкі     | Угорщина          | 2 – 0     | Югославія      | ОІ 1952 - Фінал          | -    | Золота медаль |
| 20/09/1952 | Берн          | Швейцарія         | 2 – 4     | Угорщина       | Кубок Центральної Європи | 1    |               |
| 19/10/1952 | Будапешт      | Угорщина          | 5 – 0     | Чехословаччина | товариський матч         | 3    |               |
| 26/04/1953 | Будапешт      | Угорщина          | 1 – 1     | Австрія        | товариський матч         | -    |               |
| 17/05/1953 | Рим           | Італія            | 0 – 3     | Угорщина       | Кубок Центральної Європи | -    |               |
| 5/07/1953  | Стокгольм     | Швеція            | 2 – 4     | Угорщина       | товариський матч         | 1    |               |
| 15/11/1953 | Будапешт      | Угорщина          | 2 – 2     | Швеція         | товариський матч         | -    |               |
| 25/11/1953 | Лондон        | Англія            | 3 – 6     | Угорщина       | товариський матч         | -    |               |
| 12/02/1954 | Каїр          | Єгипет            | 0 – 3     | Угорщина       | товариський матч         | -    |               |
| 11/04/1954 | Відень        | Австрія           | 0 – 1     | Угорщина       | товариський матч         | -    |               |
| 23/05/1954 | Будапешт      | Угорщина          | 7 – 1     | Англія         | товариський матч         | 2    |               |
| 17/06/1954 | Цюрих         | Угорщина          | 9 – 0     | Південна Корея | ЧС 1954 - 1-й етап       | 3    |               |
| 20/06/1954 | Базель        | Угорщина          | 8 – 3     | Німеччина      | ЧС 1954 - 1-й етап       | 4    |               |
| 27/06/1954 | Берн          | Угорщина          | 4 – 2     | Бразилія       | ЧС 1954 - 1/8 фіналу     | 2    |               |
| 30/06/1954 | Лозанна       | Угорщина          | 4 – 2     | Уругвай        | ЧС 1954 - півфінал       | 2    |               |
| 4/07/1954  | Берн          | Німеччина         | 3 – 2     | Угорщина       | ЧС 1954 - Фінал          | -    |               |
| 19/09/1954 | Будапешт      | Угорщина          | 5 – 1     | Румунія        | товариський матч         | 2    |               |
| 26/09/1954 | Москва        | СРСР              | 1 – 1     | Угорщина       | товариський матч         | 1    |               |
| 10/10/1954 | Будапешт      | Угорщина          | 3 – 0     | Швейцарія      | товариський матч         | 2    |               |
| 24/10/1954 | Будапешт      | Угорщина          | 4 – 1     | Чехословаччина | товариський матч         | 3    |               |
| 14/11/1954 | Будапешт      | Угорщина          | 4 – 1     | Австрія        | товариський матч         | 1    |               |
| 8/12/1954  | Глазго        | Шотландія         | 2 – 4     | Угорщина       | товариський матч         | 1    |               |
| 24/04/1955 | Відень        | Австрія           | 2 – 2     | Угорщина       | Кубок Центральної Європи | -    |               |
| 8/05/1955  | Осло          | Норвегія          | 0 – 5     | Угорщина       | товариський матч         | 1    |               |
| 11/05/1955 | Стокгольм     | Швеція            | 3 – 7     | Угорщина       | товариський матч         | 3    |               |
| 15/05/1955 | Копенгаген    | Данія             | 0 – 6     | Угорщина       | товариський матч         | 2    |               |
| 19/05/1955 | Гельсінкі     | Фінляндія         | 1 – 9     | Угорщина       | товариський матч         | -    |               |
| 29/05/1955 | Будапешт      | Угорщина          | 3 – 1     | Шотландія      | товариський матч         | 1    |               |
| 17/09/1955 | Лозанна       | Швейцарія         | 4 – 5     | Угорщина       | Кубок Центральної Європи | 1    |               |
| 25/09/1955 | Будапешт      | Угорщина          | 1 – 1     | СРСР           | товариський матч         | -    |               |
| 2/10/1955  | Прага         | Чехословаччина    | 1 – 3     | Угорщина       | Кубок Центральної Європи | 1    |               |
| 16/10/1955 | Будапешт      | Угорщина          | 6 – 1     | Австрія        | Кубок Центральної Європи | 1    |               |
| 13/11/1955 | Будапешт      | Угорщина          | 4 – 2     | Швеція         | товариський матч         | -    |               |
| 27/11/1955 | Будапешт      | Угорщина          | 2 – 0     | Італія         | Кубок Центральної Європи | -    |               |
| 29/04/1956 | Будапешт      | Угорщина          | 2 – 2     | Югославія      | Кубок Центральної Європи | -    |               |
| 20/05/1956 | Будапешт      | Угорщина          | 4 – 2     | Чехословаччина | Кубок Центральної Європи | -    |               |
| 3/06/1956  | Брюссель      | Бельгія           | 5 – 4     | Угорщина       | товариський матч         | 2    |               |
| 9/06/1956  | Лісабон       | Португалія        | 2 – 2     | Угорщина       | товариський матч         | 1    |               |
| 15/07/1956 | Будапешт      | Угорщина          | 4 – 1     | Польща         | товариський матч         | 2    |               |
| 16/09/1956 | Белград       | Югославія         | 1 – 3     | Угорщина       | Кубок Центральної Європи | 1    |               |
| 23/09/1956 | Москва        | СРСР              | 0 – 1     | Угорщина       | товариський матч         | -    |               |
| 7/10/1956  | Париж         | Франція           | 1 – 2     | Угорщина       | товариський матч         | 1    |               |
| 14/10/1956 | Відень        | Австрія           | 0 – 2     | Угорщина       | товариський матч         | -    |               |
| Усього     |               | Матчів (12 місце) | 68        |                | Голів (2 місце)          | 75   |               |

## Досягнення
Командні досягнення
 Ференцварош
- Чемпіон Угорської ліги (1): 1949

 Гонвед Будапешт
- Чемпіон Угорської ліги (3): 1952, 1954, 1955
- Найкращий бомбардир Чемпіонату Угорщини (3): 1951, 1952, 1954

 Барселона
- Чемпіон Прімери (2): 1959, 1960
- Володар Кубка Іспанії: 1958–59, 1962–63
- Володар Кубка ярмарків (1): 1960

 Збірна Угорщини
- Олімпійський чемпіон: 1952
- Віце-чемпіон світу: 1954
- Володар Центрально-європейського кубка: 1953